# Xanthopimpla omega
Xanthopimpla omega (лат.) — вид перепончатокрылых наездников-ихневмонид рода Xanthopimpla из подсемейства Pimplinae (Ichneumonidae). Назван X. omega по рисунку мезоскутума, напоминающему греческую строчную букву омега, ω. 

## Распространение
Вьетнам (Ninh Binh Province, Cuc Phuong NP).

## Описание
Среднего размера перепончатокрылые насекомые. Основная окраска жёлтая с небольшими чёрными пятнами. Длина тела 16,7 мм, переднего крыла 14,3 мм. Срединная и латеральная чёрные отметины на среднеспинке соединяются сзади с чёрной отметиной впереди щитика; area superomedia такой же длины, как и ширина; щитик выпуклый; метасомальные тергиты каждый с чёрными пятнами, 3-й тергит в редкой пунктировке, 4-й и далее тергиты в тонкой пунктировке. Лимонно-жёлтый наездник; усики черноватые, скапус и петицель снизу желтоватые; глазковое поле и лоб чёрные; задний склон темени и затылочное поле в основном черные; среднеспинка с срединной и латеральной чёрными отметинами, соединенными сзади с чёрной отметиной впереди щитика; тегула сзади чёрная; проподеум с черным пятном в первом латеральном поле; средняя нога с базальными 0,2 голенями, базитарсус в основании и пятый членик членика черноватые; задний вертлуг с небольшим чёрным полем, заднее бедро с небольшой коричневой отметиной спереди и большой чёрной отметиной сзади, базальные 0,2 голени, базитарсус базально и пятый членик членика чёрные; крыло прозрачное, край затемненный, птеростигма и жилки чёрные, кроме базальных 0.3 косты желтоватые; 1–6 тергиты метасомы с двумя чёрными пятнами, 7 тергит с чёрной перевязью. Предположительно, как и близкие виды паразитирует на гусеницах и куколках бабочек (Lepidoptera). Вид был впервые описан в 2011 году энтомологами из Вьетнама (Nhi Thi Pham; Institute of Ecology and Biological Resources, 18 Hoang Quoc Viet, Ханой, Вьетнам), Великобритании (Gavin R. Broad; Department of Entomology, Natural History Museum, Лондон, Великобритания), Японии (Rikio Matsumoto; Osaka Museum of Natural History, Осака, Япония) и Германии (Wolfgang J. Wägele; Zoological Reasearch Museum Alexander Koenig, Бонн, Германия). Xanthopimpla omega сходен с видом Xanthopimpla nigripectus Townes & Chiu из Новой Гвинеи, но отличается от последней окраской мезеэпистерны и тергитов метасомы, а также формой щитка и area superomedia.